# Biserica Nașterea Maicii Domnului din Mehadica
Biserica ortodoxă „Nașterea Maicii Domnului” din Mehadica este un monument istoric aflat pe teritoriul satului Mehadica, comuna Mehadica. În Repertoriul Arheologic Național, monumentul apare cu codul 53336.01.

## Localitatea
Mehadica este satul de reședință al comunei cu același nume din județul Caraș-Severin, Banat, România. Prima mențiune documentară este din anul 1440.

## Istoric și trăsături
Parohia Mehadica este situată în partea centrală a județului Caraș-Severin, pe versanții estici ai Muntelui Semenic și a avut o biserică de lemn, ctitorită în anul 1748. Biserica actuală a fost zidită între anii 1769-1771. Are formă de navă dreptunghiulară, cu ziduri groase de un metru.

## Imagini

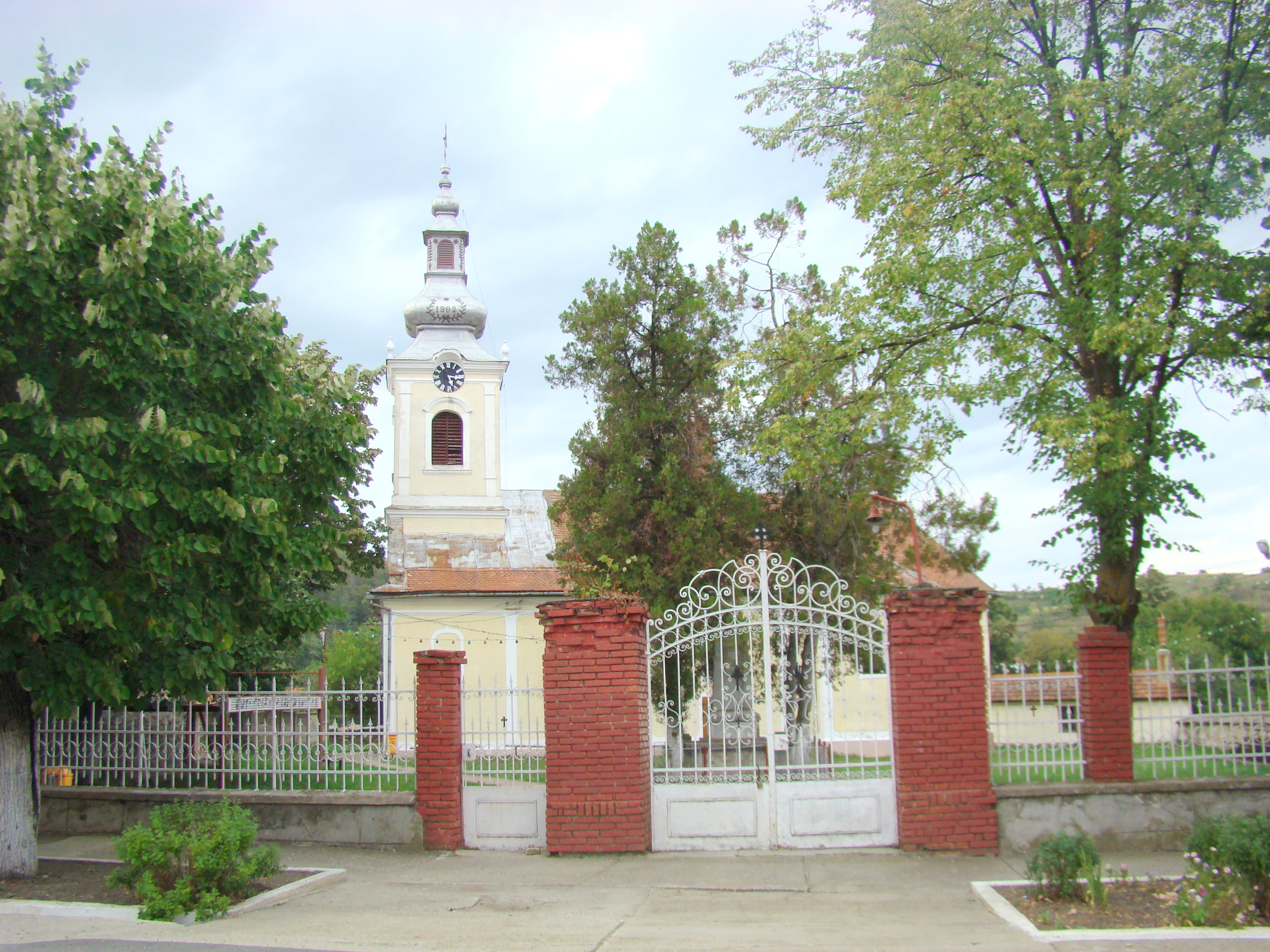
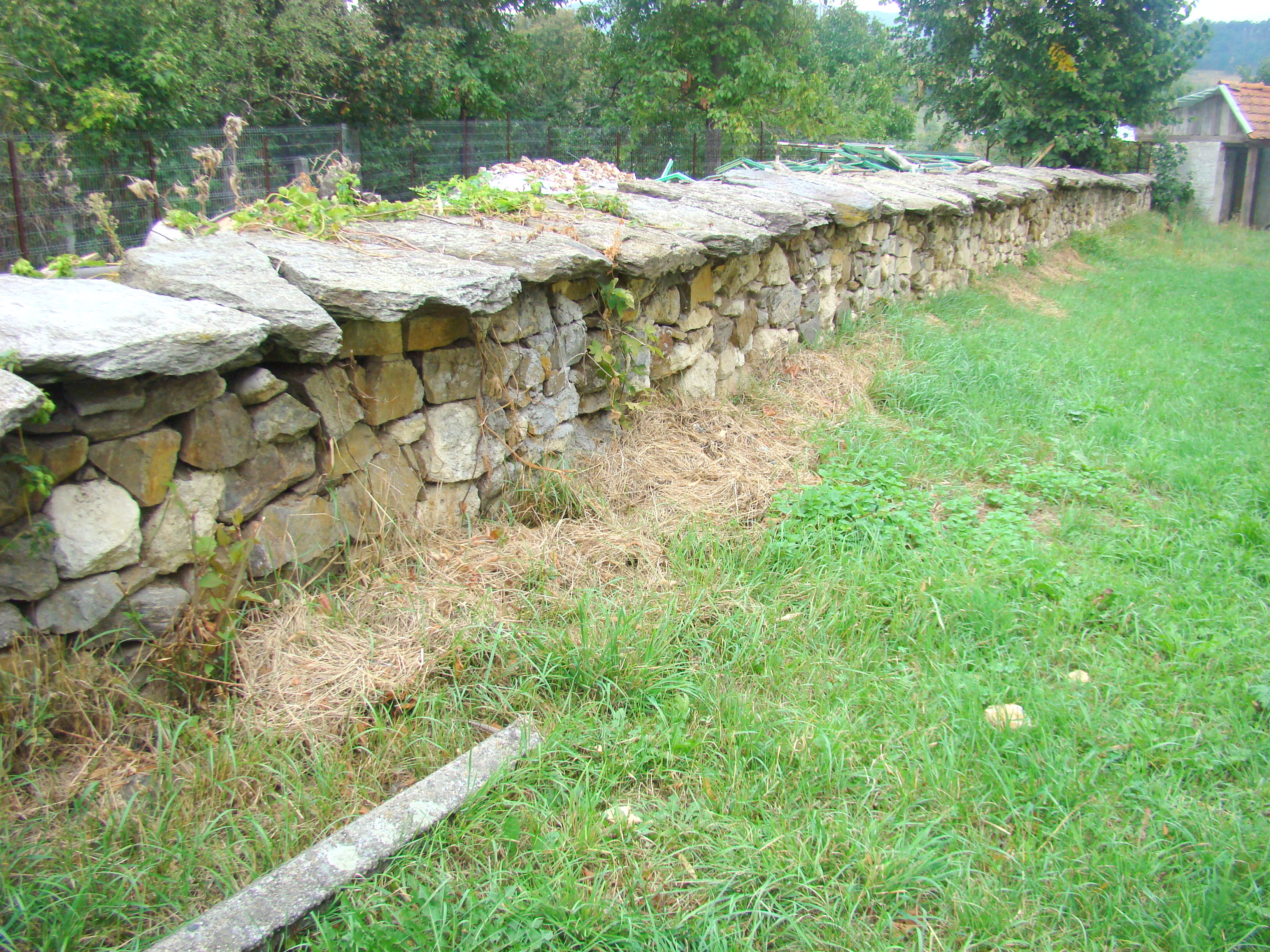
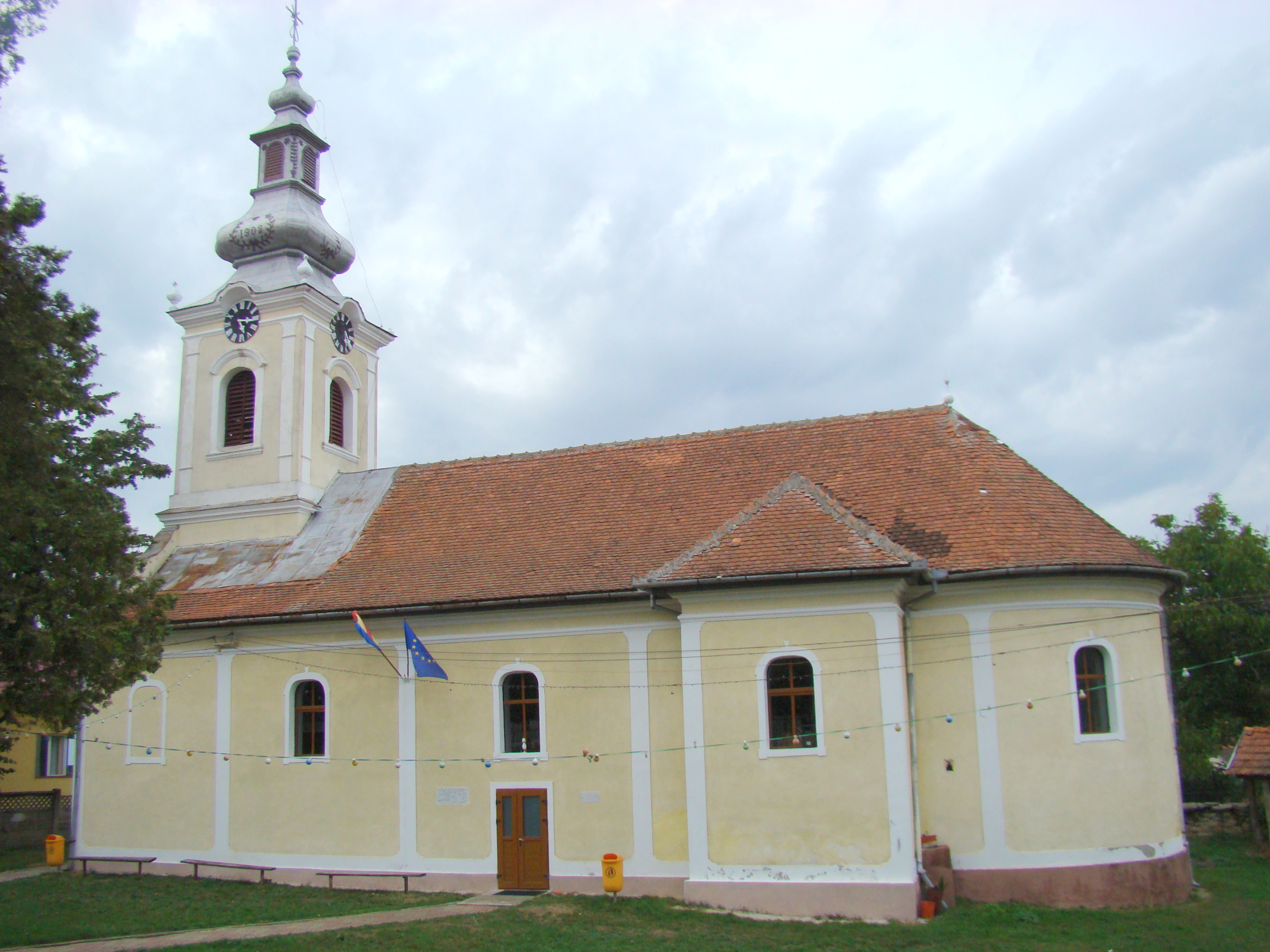
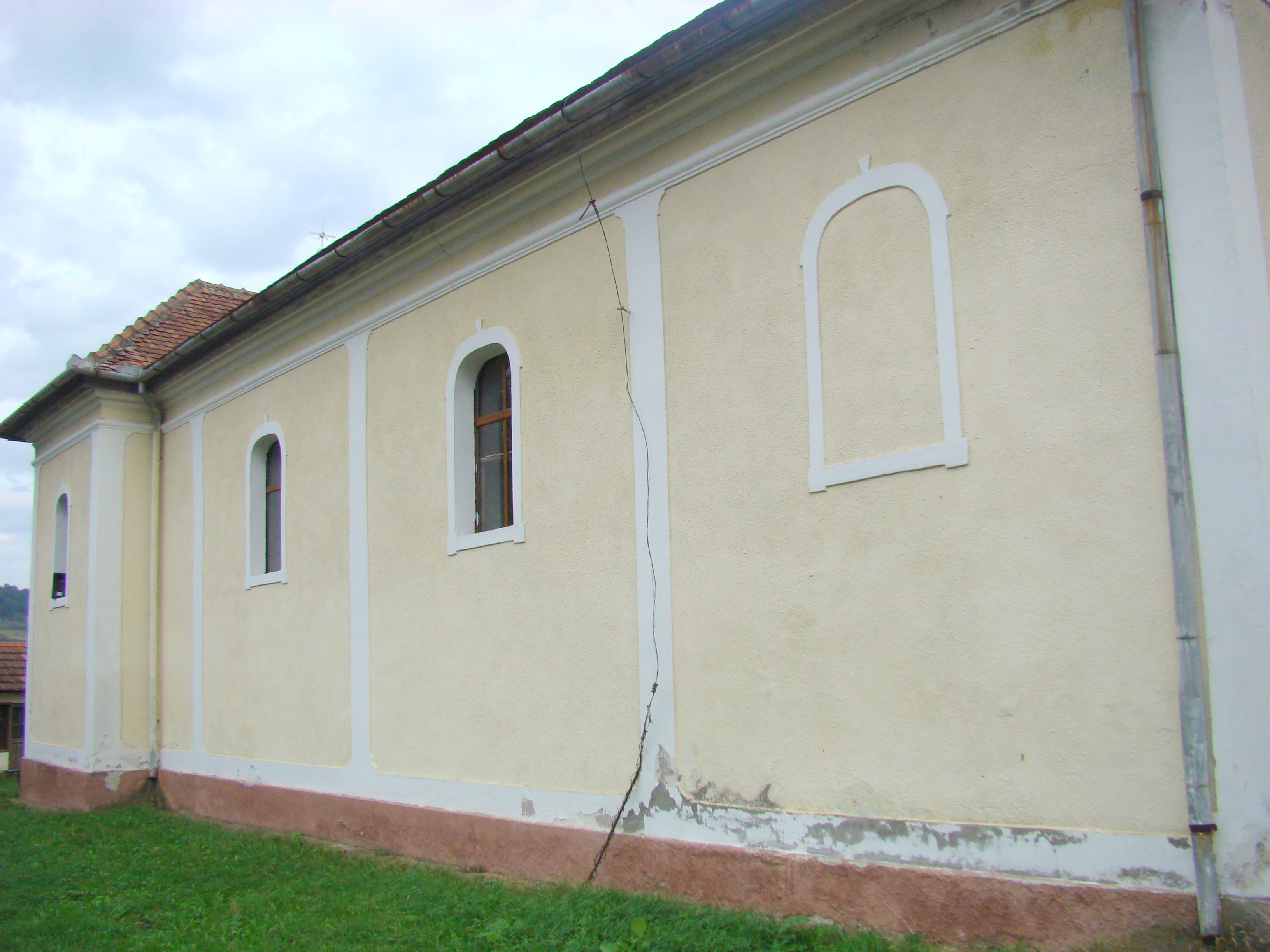
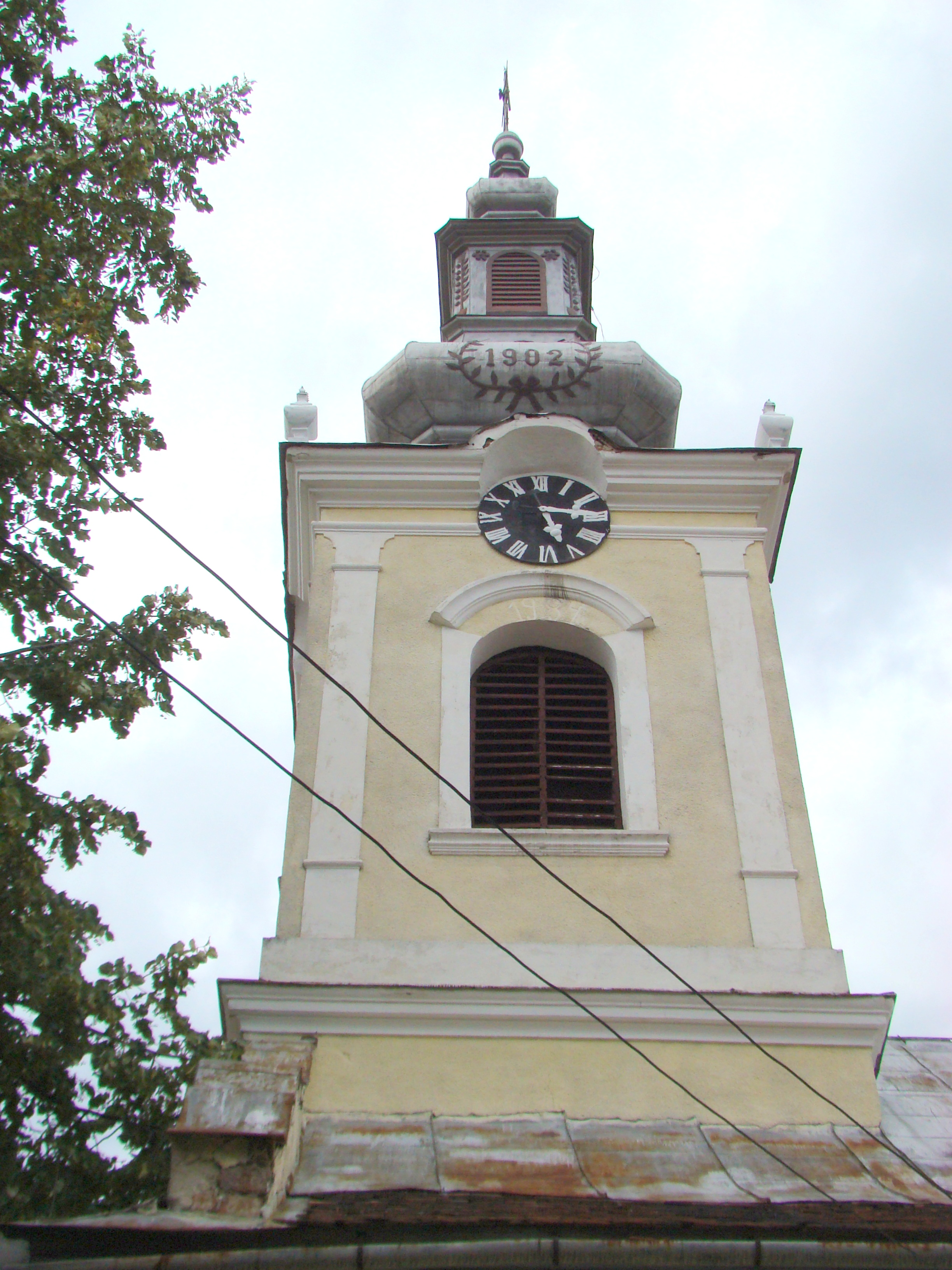
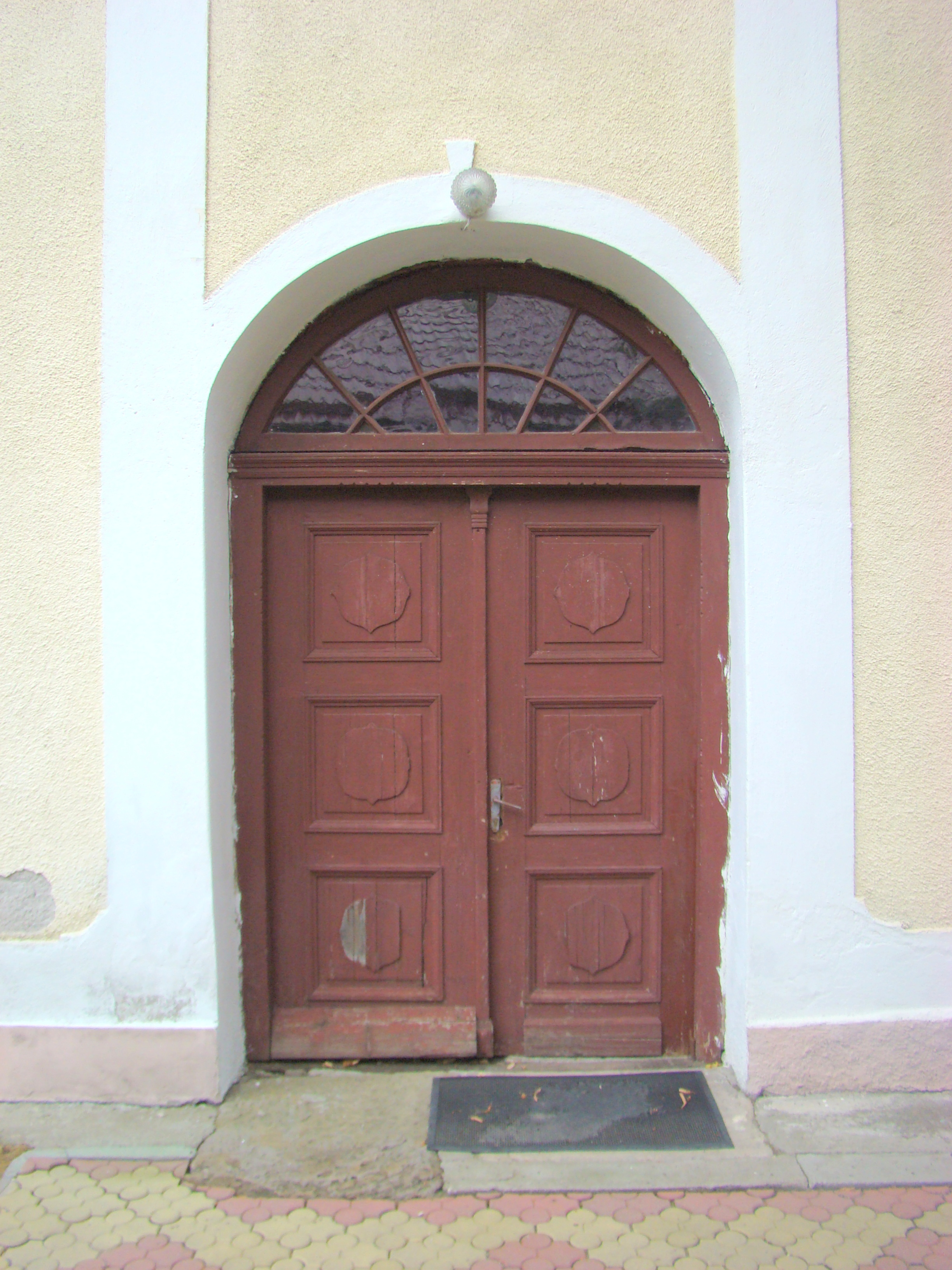
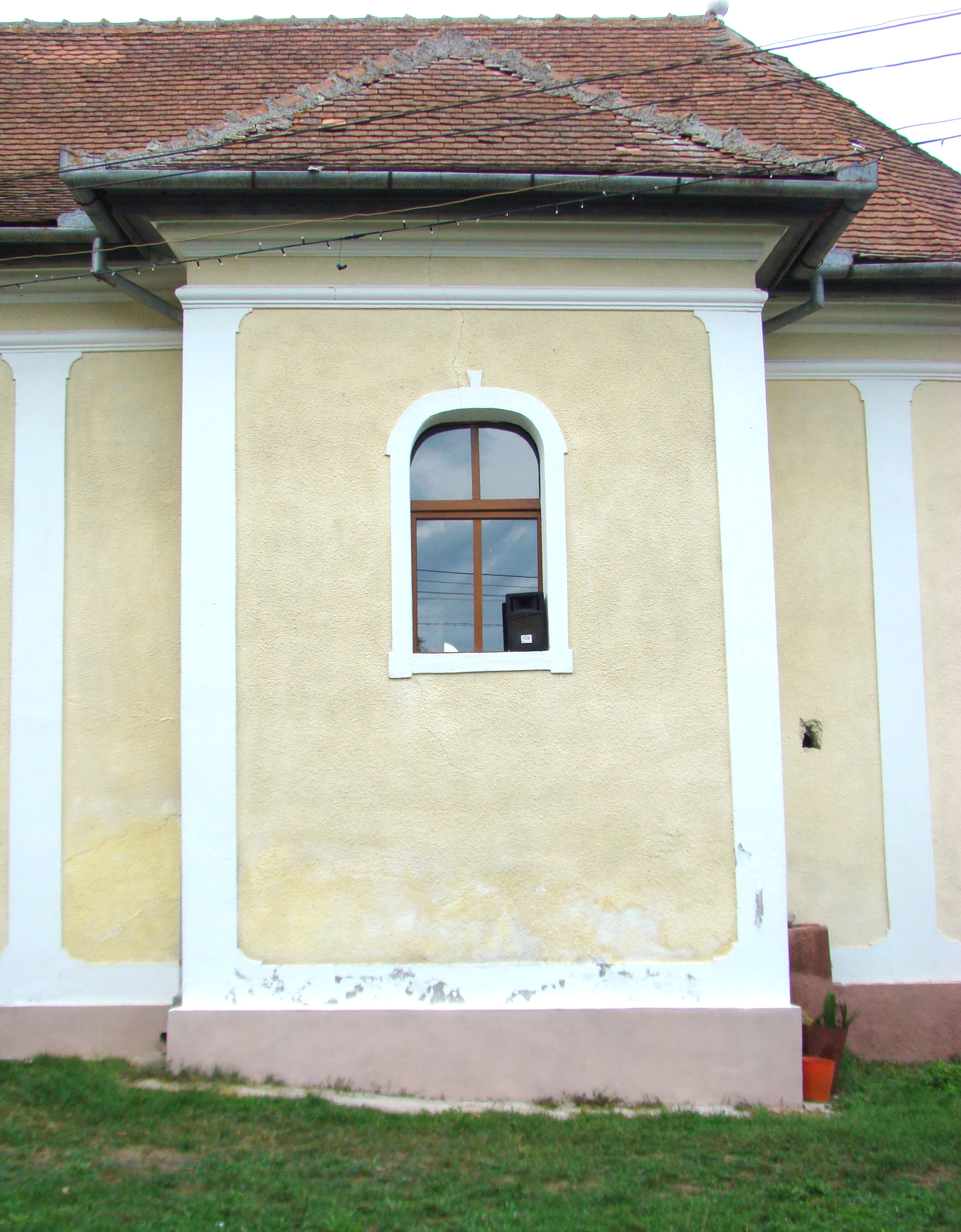
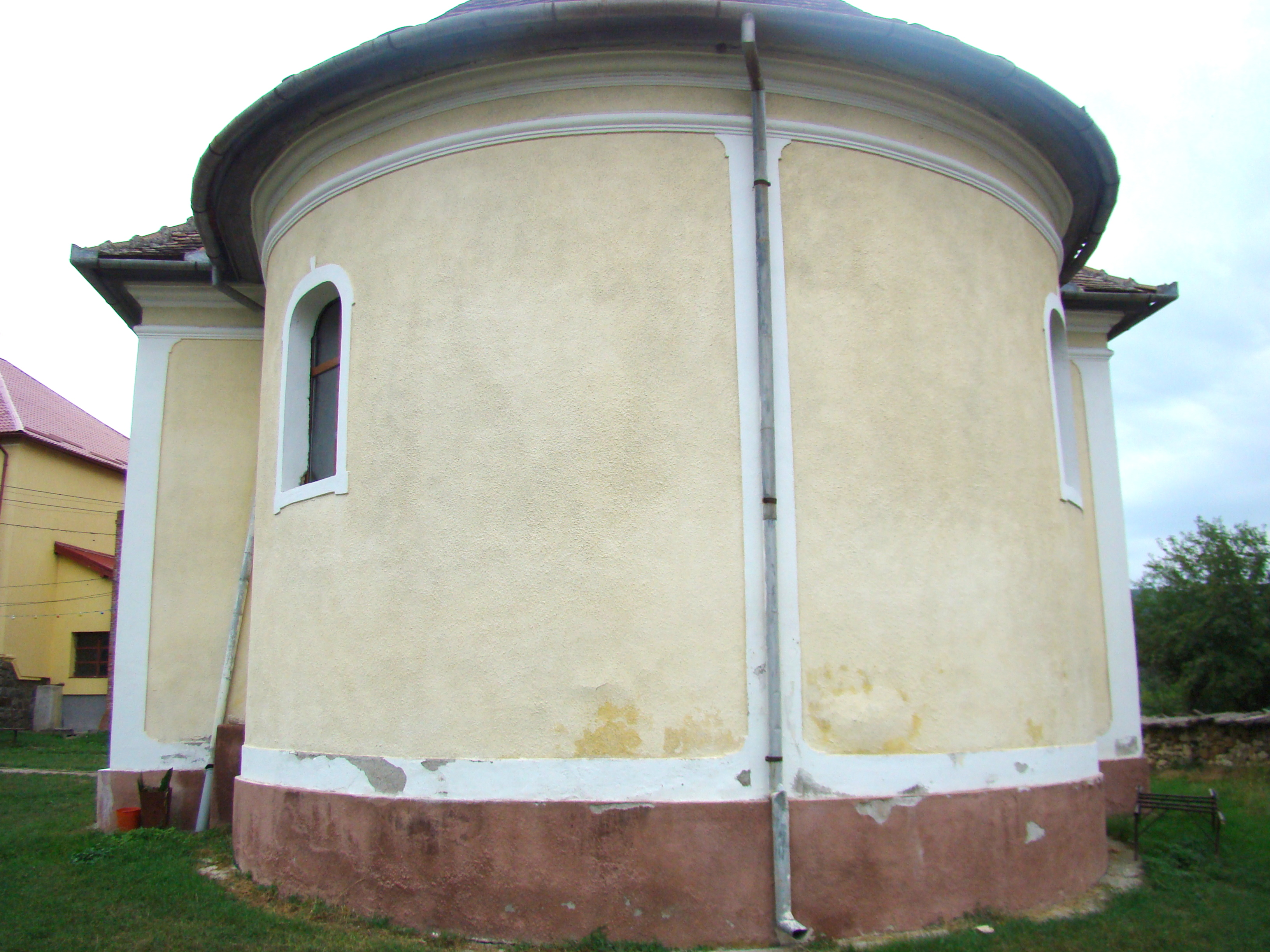
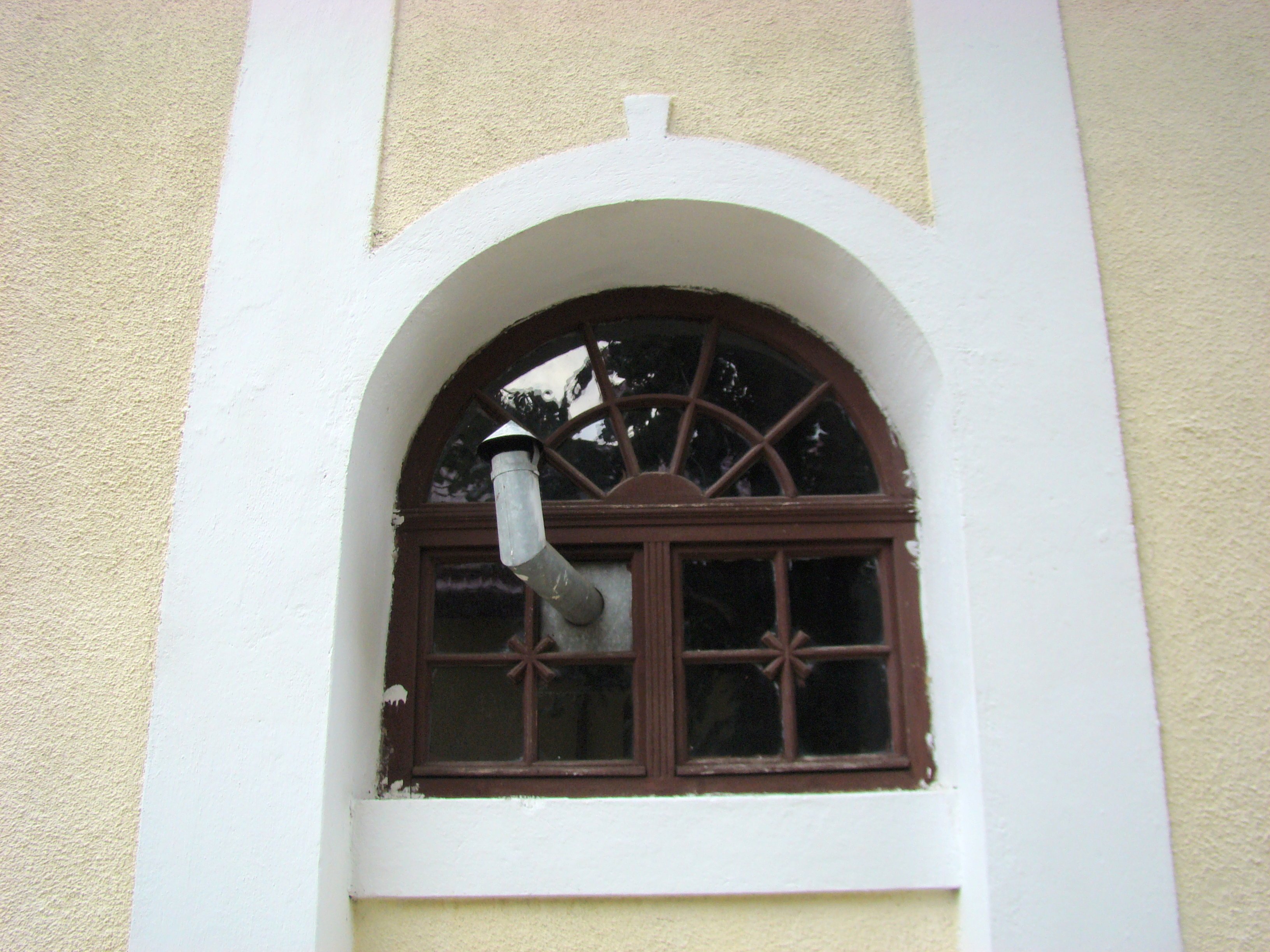
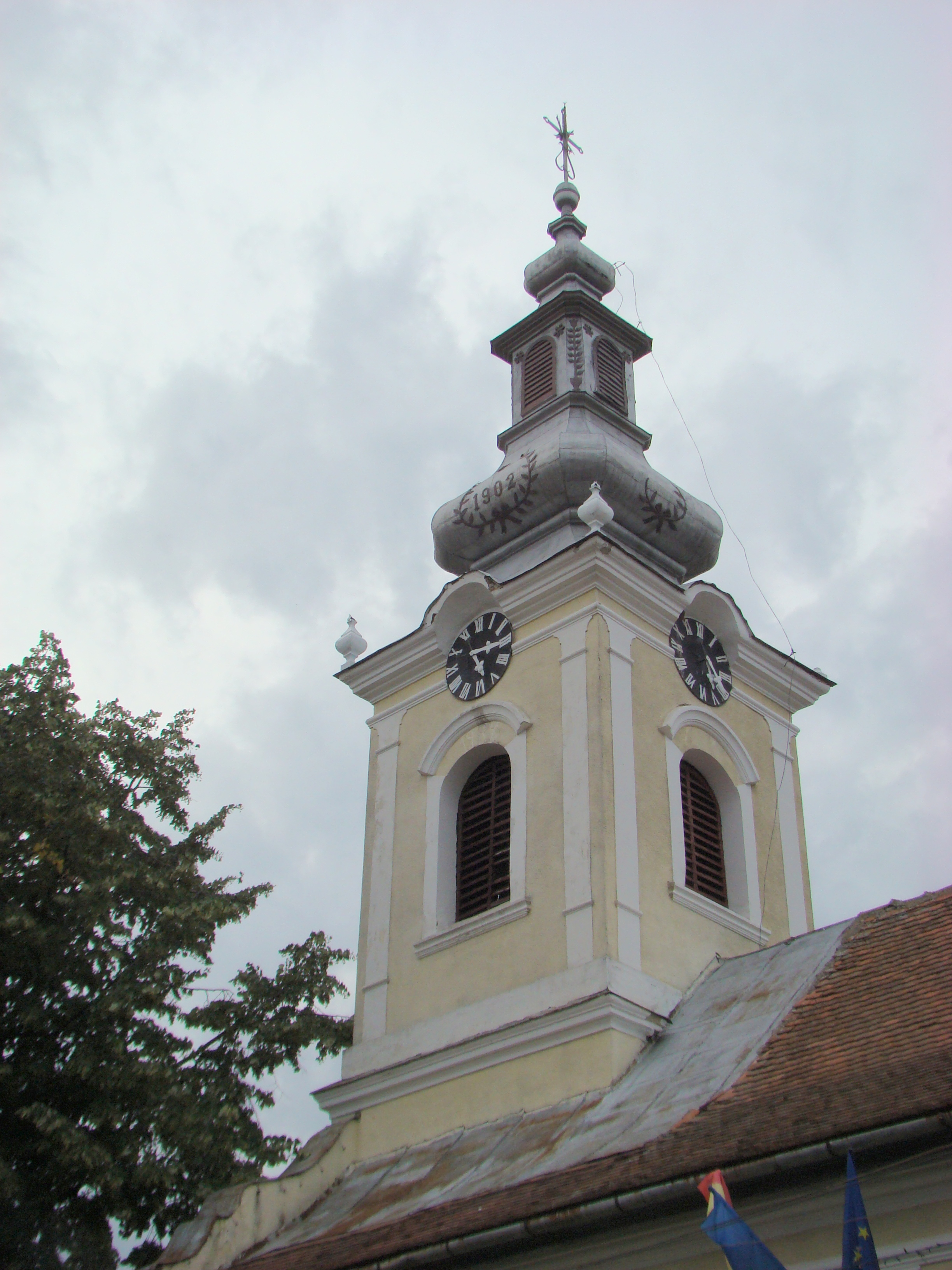
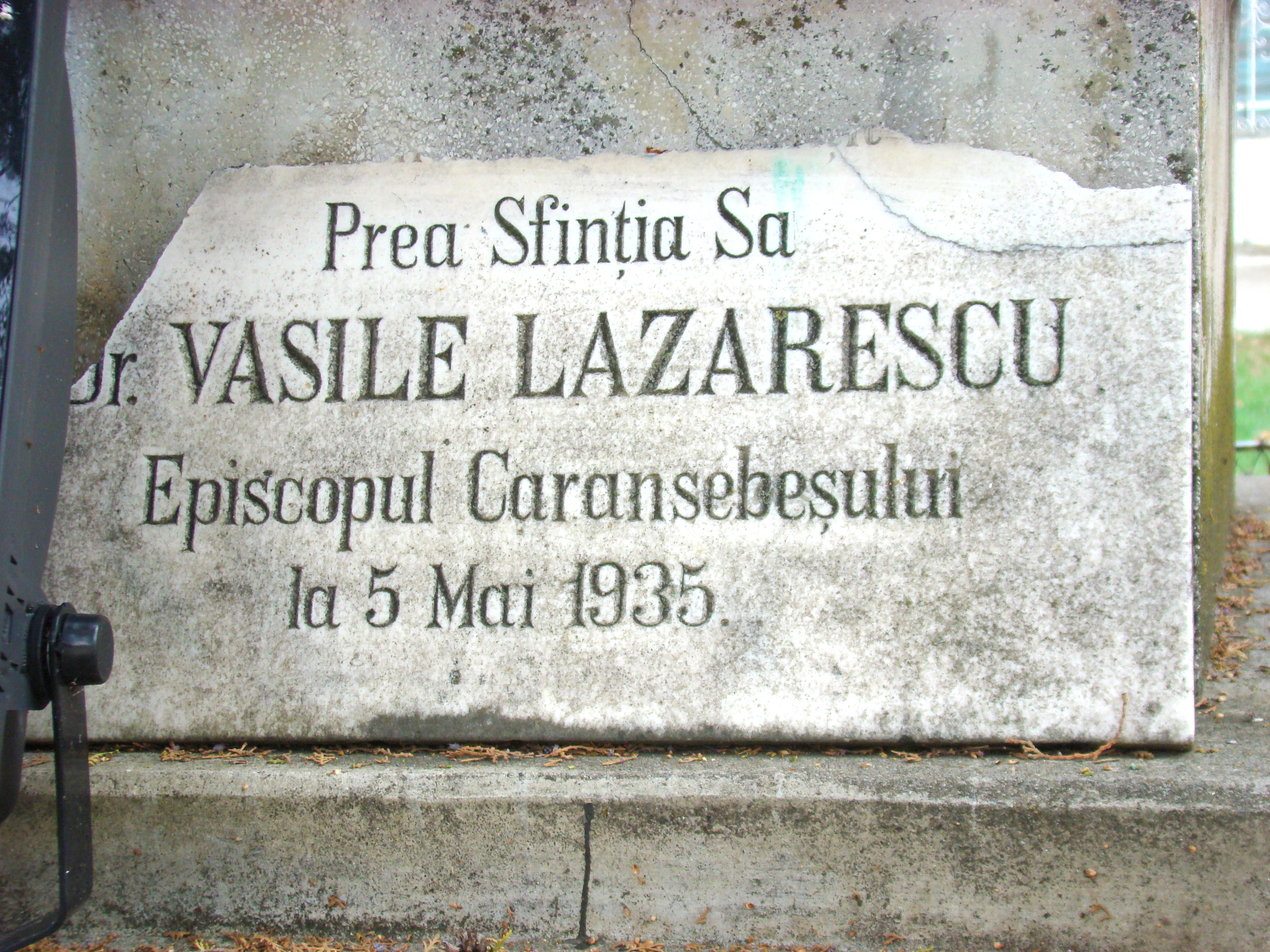
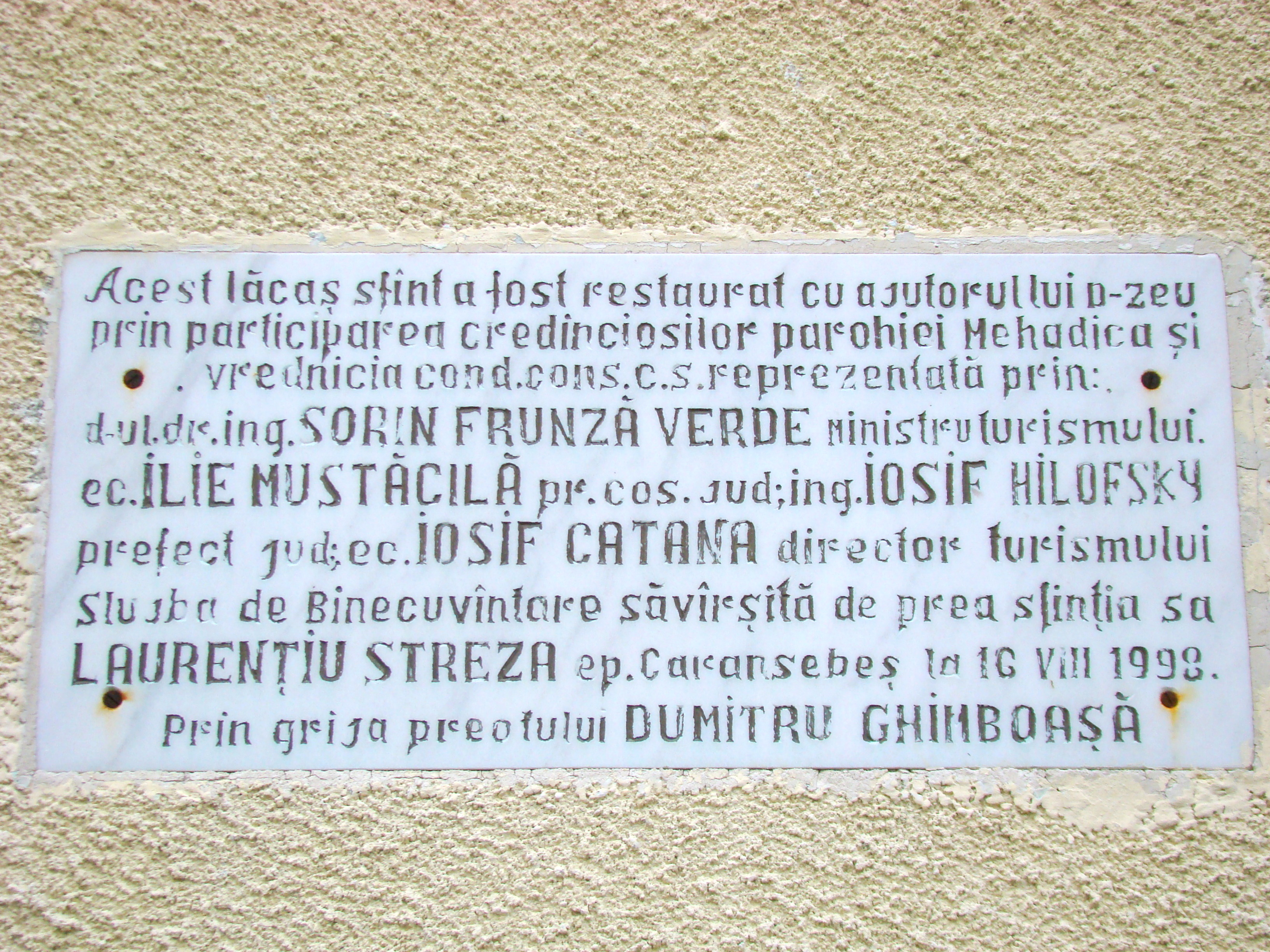
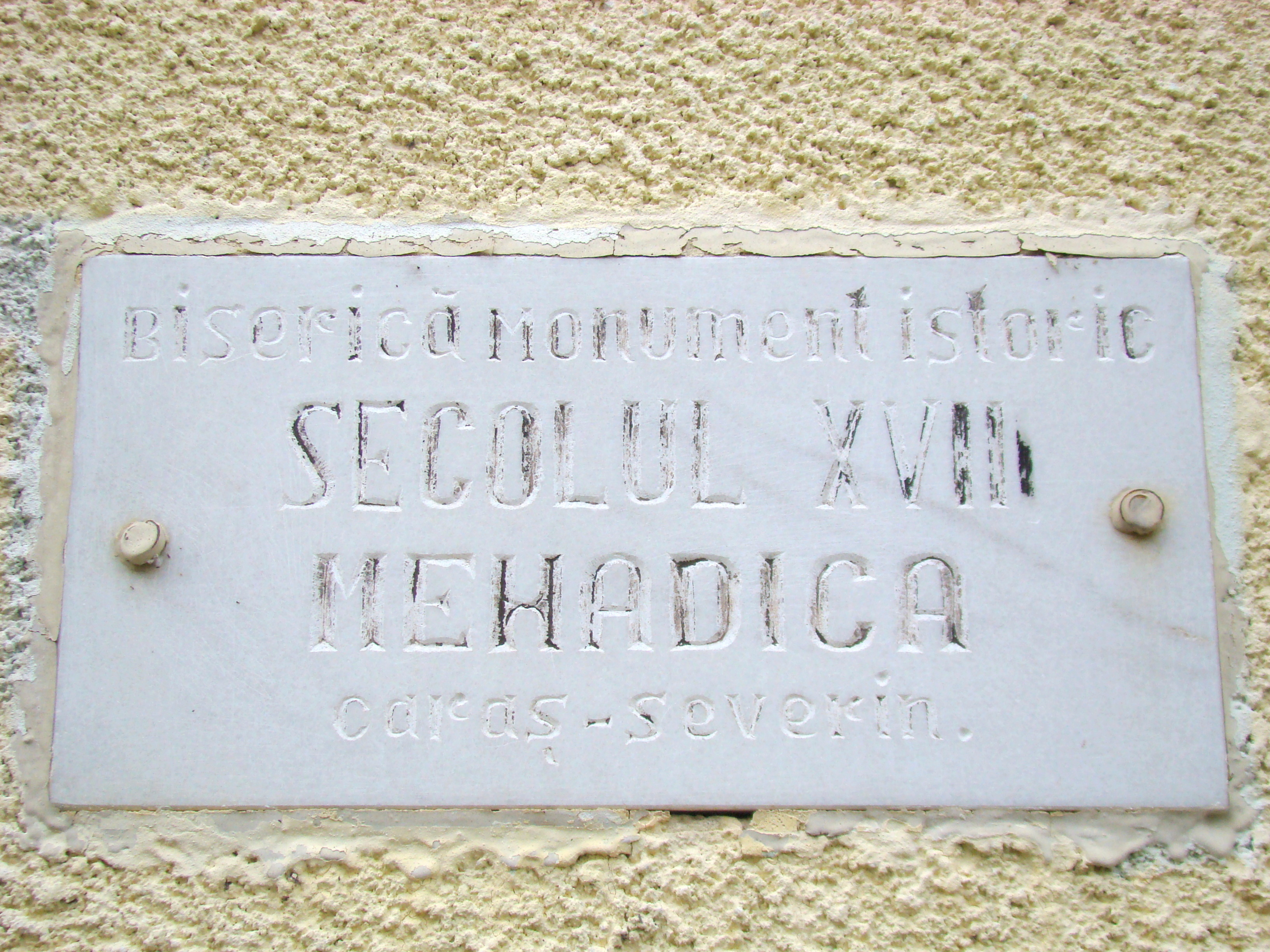
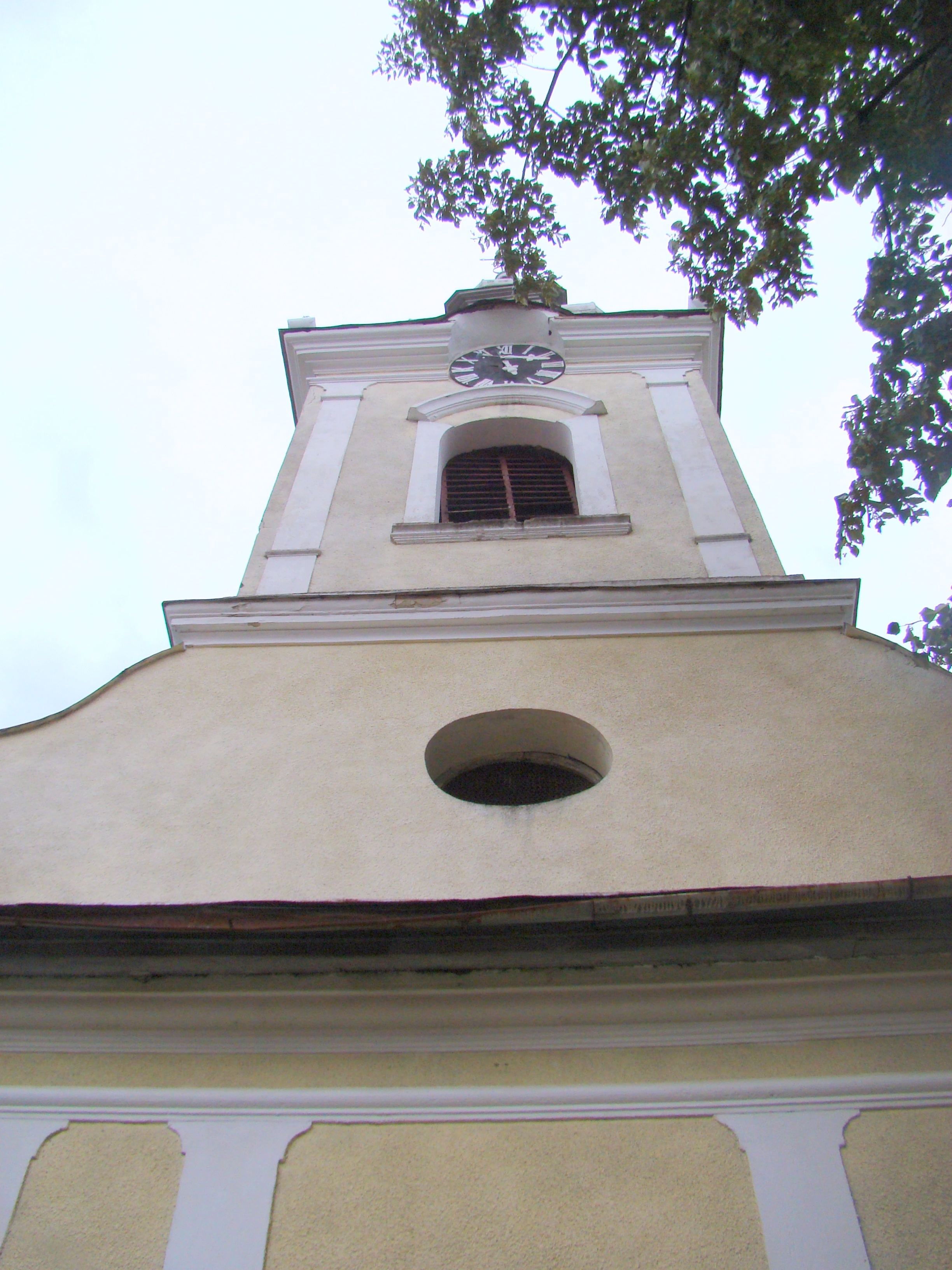
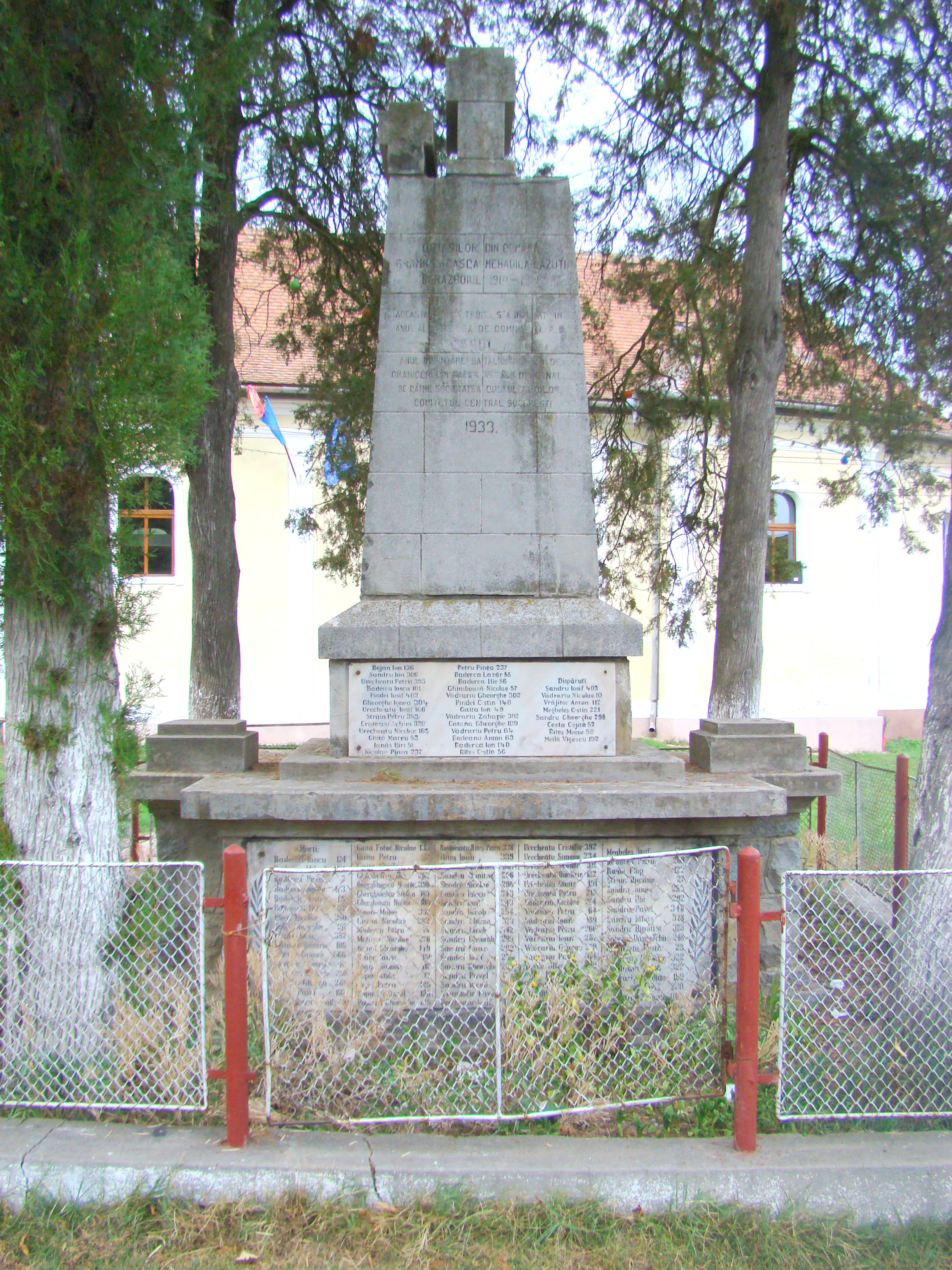
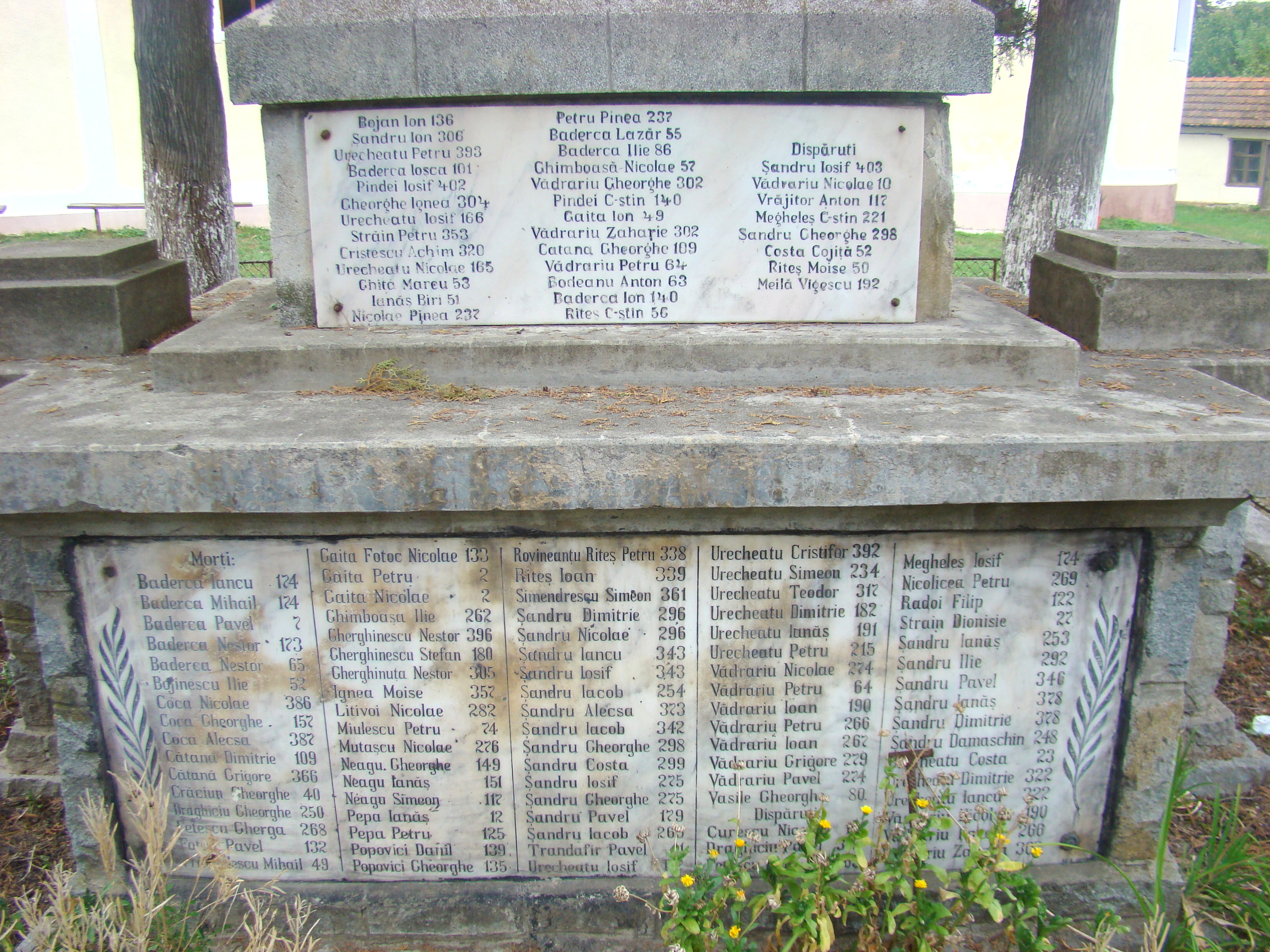